# Gustav Heinemann
Gustav Walter Heinemann, GCB (23 de julho de 1899 — 7 de julho de 1976) foi um político alemão. Foi presidente da Alemanha, de 1969 a 1974. Tornou-se famoso por ter aceitado os protestos estudantis de 1968.
Em 1969 foi eleito Presidente da Alemanha derrotando o candidato de direita e político da CDU Gerhard Schröder, sendo o primeiro social-democrata a ocupar o cargo de Presidente em 44 anos, desde Friedrich Ebert, ocupou o cargo até 1974 e foi sucedido Walter Scheel, fez a abertura dos Jogos Olímpicos de 1972 em Munique, durante as Olimpíadas de 1972 que aconteceu o Massacre de Munique.